# Michel Guérard des Lauriers
Michel Louis-Bertrand Guérard des Lauriers (* 25. Oktober 1898 in Suresnes bei Paris; † 27. Februar 1988 in Cosne-Cours-sur-Loire (Département Nièvre)) war ein französischer katholischer Theologe und in seinen letzten Lebensjahren sedisvakantistischer beziehungsweise sedisprivationistischer Bischof in der Nachfolge von Pierre Martin Ngô Đình Thục.

## Leben
Michel Guérard des Lauriers, Bruder von Maurice († 1918) und Jacques Guérard des Lauriers, seit 1913 Halbwaise, wurde in seiner Jugend geprägt durch die Auseinandersetzungen zwischen laizistisch-antiklerikalem Staat und katholischer Kirche in Frankreich. Nach seinem Abitur 1917 war er bis 1919 Soldat. Sein Studium der Mathematik, wurde mit der Zuerkennung des Prix Vouché belohnt, der ihm einen längeren Aufenthalt in Rom ermöglichte. Dort erlebte er, zusammen mit Mutter und Bruder, beeindruckt die Feierlichkeiten zum Heiligen Jahr 1925 und zur Einführung des antilaizistisch gefärbten Christkönigsfestes durch Papst Pius XI.
Nach einer Papstaudienz trat er 1926/28 als Novize in Amiens in den Dominikanerorden ein und wurde am 29. Juli 1931 in Kain (Belgien) zum Priester geweiht. Seit 1933 war er als Professor für Philosophie an der Dominikanerhochschule Le Saulchoir bei Paris tätig, später in Rom, am Angelicum und an der Lateran-Universität. Diese ehrte ihn noch 1968 mit einer Festschrift. Gleichwohl beendete er seine Tätigkeit dort kurze Zeit später aus Protest gegen die Lehre des Zweiten Vatikanischen Konzils.
Guérard des Lauriers war Berater für das von Papst Pius XII. 1950 verkündete Dogma von der Leiblichen Aufnahme Mariens in den Himmel.

## Theologische Positionen

### Liturgie
1969 war Guérard des Lauriers unter dem Schriftleiter Erzbischof Marcel Lefebvre Hauptverfasser der Denkschrift „Kurze kritische Untersuchung des Neuen Messordo“, welche von Seiten der Kardinäle Ottaviani und Bacci Unterstützung erhielt (daher auch „Ottaviani-Intervention“ genannt). 1970 beendete Michel Guérard des Lauriers seine Lehrtätigkeit in Rom. Danach ging der Dominikaner als Dozent in das Priesterseminar der Priesterbruderschaft St. Pius X. des emeritierten Erzbischofs Lefebvre in Ecône (Schweiz). Als er dort – laut eigener Auskunft im privaten Rahmen – die von Lefebvre nicht geteilte These vertrat, der amtierende Pontifex könne die päpstlichen Vollmachten nicht wahrnehmen, weil Paul VI. der Häresie schuldig sei (Sedisprivationismus), kam es 1977 zu seiner Entlassung aus dem Dozentenkollegium von Ecône und zum Bruch mit der Lefebvre-Bewegung.

### Sedisprivationismus
In der Folge versuchte Guérard des Lauriers, seine mit Kajetan von Thiene und Robert Bellarmin argumentierende theologische Position, die sogenannte „Cassiciacum-These“ (publiziert 1979), zu untermauern, dass die erneuerte katholische Messordnung (Novus ordo missae) häretisch sei und Paul VI. nur noch materialiter, aber nicht mehr formaliter als Papst bezeichnet werden dürfe. Da er außerdem die Gültigkeit von Bischofsweihen nach der durch Papst Paul VI. erneuerten Ordnung des Pontificale Romanum bezweifelte, sorgte er sich um die Bewahrung der Apostolischen Sukzession für die Bischöfe der katholischen Westkirche.

### Bischofsweihe und Exkommunikation
Unterstützt durch deutsche Sedisvakantisten um Reinhard Lauth ließ er sich, bald 83-jährig, am 7. Mai 1981 in Toulon von Titularerzbischof Pierre Martin Ngô Đình Thục, vormals Erzbischof von Huế (Vietnam), in Anwesenheit von nur zwei Zeugen, den Laien Eberhard Heller und Kurt Hiller, die auch bei der Weihe assistierten, zum Bischof weihen, und zwar unter Benutzung eines alten, 1908 in Regensburg gedruckten Pontificale Romanum aus der Zeit vor dessen Reform durch Pius XII.
1983 wurde Guérard des Lauriers zusammen mit anderen von Thuc geweihten Priestern und Bischöfen von Kardinal Joseph Ratzinger im Auftrag von Johannes Paul II. öffentlich exkommuniziert. Von offizieller katholischer Seite wurden immer wieder Zweifel an der Gültigkeit der Thuc-Weihen wegen angeblicher Unzurechnungsfähigkeit des Konsekrators laut. Dem scheint jedoch die von Kardinal Josef Ratzinger 1983 festgestellte Strafe der Exkommunikation latae sententiae wegen der unerlaubten Bischofsweihe zu widersprechen, weil diese Kirchenstrafe nur bei einer vorsätzlichen und schuldhaft begangenen Tat in Kraft tritt.
Guérard des Lauriers weihte seinerseits in den folgenden Jahren bis zu seinem Tod mehrfach Priester sowie drei Weihbischöfe, den Deutschen Günther Storck (30. April 1984), Robert McKenna (23. August 1986) und Franco Munari, ein Gründungsmitglied des Instituts der Mutter vom guten Rat am 25. November 1987. Er hielt an seiner Cassiciacum-These fest und überwarf sich darüber mit strikten Sedisvakantisten wie Eberhard Heller.

## Letzte Jahre und Tod
Seit 1985 wohnte Guérard des Lauriers beim Dorf Raveau (Burgund) im Château de Mouchy, einem ehemaligen Gut mit Kapelle. Auf dem Gutsbesitz versuchte er vergeblich ein Priesterseminar einzurichten. Durch Testament gingen Schloss und Park an die sedisprivationistische Traditionalisten-Vereinigung Istituto Mater Boni Consilii. Nach seinem Tod am 27. Februar wurde Guérard des Lauriers am 1. März 1988 auf dem Pfarrfriedhof von Raveau beigesetzt. Sein Grabstein wurde mit den Worten misereor super turbam – misereor super sacrificum versehen.

## Name
Michel (Taufname) entstammte der Familie Guérard des Lauriers, die ihren Namen auf einen französischen Kriegshelden des Dreißigjährigen Krieges zurückführt. Guérard ist daher nicht sein Vorname. Sein Ordensname als Dominikaner lautete frère Louis-Bertrand.